# Incendie du gouffre de pétrole à Bibiheybat

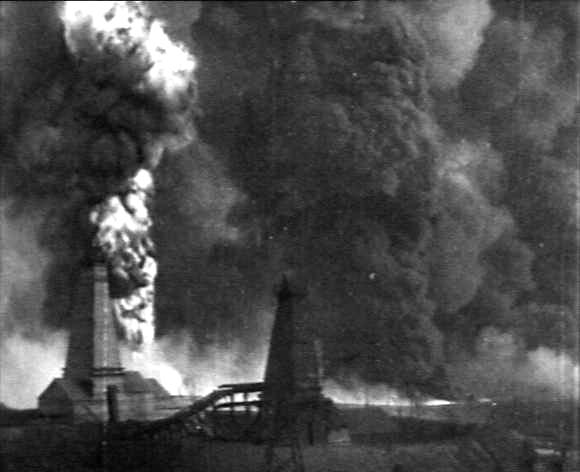

Incendie du gouffre de pétrole à Bibiheybat (en azerbaïdjanais : Bibiheybətdə neft fontanı yanğını) est un film muet azerbaïdjanais de 1898. Réalisé par le pionnier du cinéma en Azerbaïdjan, Alexandre Michon, ce film de 30 secondes a été tourné le 6 août 1898 dans le village de Bibiheybat près de Bakou et présenté à l'Exposition internationale de Paris.
Le film a été tourné à l'aide d'un film 35 mm sur un cinématographe Lumière. Certaines scènes de ce film ont également été projetées en France en 1995, dans une séquence commémorant le 100e anniversaire du cinéma mondial.